# Carla Moonen
Carla Petronella Micheline Moonen (Weert, 5 april 1963) is een Nederlands bestuurder en politicus namens de partij D66. In 2018 werd ze voorzitter van branchevereniging Koninklijke NLingenieurs. Moonen werd op 11 juni 2019 geïnstalleerd als lid van de Eerste Kamer.
Moonen studeerde eerst  tussen 1980 en 1984 Cultuurtechniek aan de Internationale Agrarische Hogeschool, en ging vervolgens in 1987 naar de Wageningen University waar ze in 1992 haar ingenieursdiploma in Agrarische Economie behaalde. 
Ze was werkzaam voor het ministerie van Landbouw, Natuur en Voedselkwaliteit en van Volkshuisvesting, Ruimtelijke Ordening en Milieubeheer, voor ze tussen 2005 en 2008 plaatsvervangend directeur Inspectie der Rijksfinanciën was op het ministerie van Financiën. Hierna was Moonen tot 2013 Raadadviseur van het Kabinet Minister-president op het ministerie van Algemene Zaken. 
Van 1 mei 2013 tot 1 maart 2017 was Moonen dijkgraaf van het Waterschap Brabantse Delta. Aansluitend was ze tot 1 november 2018 bestuursvoorzitter van het Pensioenfonds Zorg en Welzijn en voorzitter van de branchevereniging Koninklijke NLingenieurs.

## Persoonlijk
Moonen is getrouwd, woont in Breda en heeft drie kinderen. Naast haar professionele werkzaamheden is Moonen ook vrijwilliger bij vrouwenrechtenorganisatie Brood en Rozen waarbij ze vrouwen in de bijstand terug aan het werk helpt.
Willemijn Aerdts · Fatimazhra Belhirch · Boris Dittrich · Paul van Meenen · Carla Moonen
- Parlement.com: vkz2f18ytse5